# Bouna-Téhini flygplats
Bouna-Téhini flygplats är en flygplats vid staden Bouna i Elfenbenskusten, endast öppen för administrativ användning. Den ligger i den nordöstra delen av landet, 400 km nordost om huvudstaden Yamoussoukro. Bouna-Téhini flygplats ligger 350 meter över havet. IATA-koden är BQO och ICAO-koden DIBN.